# Amboasary (Anosy)
Amboasary is een stad in Madagaskar, gelegen in de regio Anosy. De stad telt 34.386 inwoners (2005).

## Geschiedenis
Tot 1 oktober 2009 lag Amboasary in de provincie Toliara. Deze werd echter opgeheven en vervangen door de regio Anosy. Tijdens deze wijziging werden alle autonome provincies opgeheven door de in totaal 22 regio's van Madagaskar.